# 유수 (종정)
유수(劉受, ? ~ ?)는 전한 중기의 황족이자 관료이다. 심유후 유수와는 동명이인 관계이다.

## 생애
원수 원년(기원전 122년), 종정에 임명되었다.

## 출전
- 반고, 《한서》 권19하 백관공경표 下

| 전임 유기질 | 전한의 종정 기원전 122년 ~ 기원전 119년? | 후임 유수 |